# Zombie Nation
Zombie Nation ist ein deutsches Techno- und Electro-Projekt des Münchener Liveacts, DJs und Musikproduzenten Florian Senfter (alias Splank!). Anfang 1999 erschien die erste 5-Track-EP Zombie Nation EP auf DJ Hells Label International Deejay Gigolos. Seit 2001 veröffentlicht Splank! auch unter dem Pseudonym John Starlight Tracks auf verschiedenen Labels.

## Geschichte
Der auf der Debüt-Veröffentlichung enthaltene Song Kernkraft 400 gilt im Remix von DJ Gius (ein Pseudonym des italienischen Produzenten Technoboy) als einer der erfolgreichsten Songs der elektronischen Instrumentalmusik (in diesem Fall Hard Trance). Nach der Erstveröffentlichung im Jahre 1999 wurde er in Deutschland an Polydor lizenziert und erreichte europaweit auf verschiedenen Labels hohe Positionen in den Verkaufscharts. Insbesondere bei Sportveranstaltungen in Nordamerika und Europa ist er sehr populär.
2002 gründete Splank! das Label Dekathlon Records, das Anfang 2005 in das neu gegründete Sublabel UKW Records überging. Dort wurden seit 2003 alle Zombie-Nation-Tonträger veröffentlicht. Im Sommer 2007 wurde nach einer Zusammenarbeit mit dem Kanadischen Künstler Tiga unter dem Projektnamen ZZT der Song Lower State of Consciousness veröffentlicht.
Zombie Nation ist seit 1999 einer der meistgebuchten Liveacts der elektronischen Musik in der internationalen Clubszene. Im Gegensatz zu anderen DJs und Liveacts aus dem elektronischen Bereich arrangiert Splank! bei Konzerten seine Songs jedes Mal komplett neu. Improvisationen mit eigens für Auftritte kreierten Samples und Sounds sind ebenfalls ein bekanntes Markenzeichen. Das Kernstück des Instrumenten-Setups ist eine AKAI MPC 4000 sowie diverse Effektgeräte, die teilweise über ein Mischpult angesteuert werden.

## Diskografie

### Alben
- 1999: Leichenschmaus LP (Gigolo 028)
- 2003: Absorber (Dekathlon 010)
- 2006: Black Toys (UKW 05)
- 2009: Zombielicious (UKW 12)
- 2010: Zombie Nation & Friends – The Mind Of Many (Mind Of Many + Remixes from Social Network Friends)
- 2011: Partys Over Earth (als ZZT mit Tiga; UKW/Turbo)
- 2012: RGB (Turbo)

### Singles und EPs
- 1999 Kernkraft 400 (Gigolo 019)
- 2001 Unload (Gigolo 082)
- 2003 Souls at Zero (inkl. eines Remixes von Sven Väth; Dekathlon 009)
- 2003 The Cut (inkl. eines Remixes von DJ Naughty; Dekathlon 012)
- 2005 Paeng Paeng (UKW 2 // ltd. 500)
- 2005 Paeng Paeng (Cocoon Records 17)
- 2006 Money Talks (UKW 3)
- 2006 Booster (UKW 4)
- 2007 Peace & Greed (UKW 6; Remixe von Yuksek und Headman)
- 2007 Lower State of Consciousness 12" (als ZZT mit Tiga; inkl. eines Justice-Remixes; UKW/Turbo)
- 2007 Gizmode (UKW 8) 12"
- 2008 Forza (UKW 10) 12" (Remixe von Housemeister und Fukkk Offf)
- 2009 Zombielicious Remixes (UKW 12; Remixe VON Hey Today!, Arveene & Misk, Shadow Dancer, Milano und The Proxy)
- 2009 Worth It (UKW 11) 12"
- 2010 Overshoot / Squeek (mit Remixen von DJ Mehdi und Bart B More; UKW 13)
- 2010 Zombie Nation & Friends – The Mind Of Many (Mind Of Many + Remixes from Social Network Friends)
- 2011 Chickflick (mit Remixen von Boris Dlugosch und Siriusmo; UKW 14)
- 2011 Tight (mit Remix von Étienne de Crécy)
- 2012 Meathead (Turbo 133)
- 2013 Fishtank/ Guzzler (UKW 17)
- 2014 TGV (UKW 18)
- 2014 Gnork (UKW 19)
- 2015 A Night At The Zoo (UKW 21)
- 2016 Something Else (Twin Turbo 36)
- 2017 Knockout (UKW 22)
- 2017 Worldwise (UKW 23)

### Remixes
- 1999: Dakar & Grinser – Take me naked (DiskoB 087)
- 2000: Phillip Boa – So What (BMG Ariola)
- 2001: Takkyu Ishino – Suck me Disko (Zomba Rec. EXEC 08)
- 2001: I-F – Space Invaders are smoking grass (Loaded/Eastwest Leaded 012)
- 2001: Ladytron – Playgirl (Labels/Virgin LC03098)
- 2002: Colonel Abrahms – Trapped (eastwest UPUS011.03)
- 2002: Divine – Native Love (Gigolo/EDM 090)
- 2002: AFA / Human League – Being Boiled (Edel 0141690CLU)
- 2002: My Robot Friend – The Fake (Dekathlon 002)
- 2002: Gater – Taboo (Dekathlon 003)
- 2002: Acid Scout – Sexy Robot (Kurbel 027)
- 2003: My Robot Friend – Walt Whitman (Dekathlon 008)
- 2004: NAM:LIVE – The Church of NAM (Dekathlon 013)
- 2004: Codec & Flexor – Time has changed (Television 08)
- 2007: Headman – On (Relish)
- 2008: The Presets – This Boy’s in Love (Modular)
- 2008: Kid Sister – Get Fresh (Fools Gold)
- 2009: Tiga – What You Need – EP (Turbo)
- 2012: Housemeister – Clarisse (Boysnoize BNR077D)
- 2017: DJ Pierre – Strobe Light Laser Acid (Get Physical)

## Auszeichnungen
- International Dance Music Awards
  - 2001: in der Kategorie „Best Techno/Trance 12″“ (Kernkraft 400)[2]